# Église Saint-Jacques de Coulogne
L'église Saint-Jacques est située à Coulogne, dans le département français du Pas-de-Calais.

## Histoire
L’église a été restaurée en 1854 et 1981.